# Університет Призрена
Університет Призрена — це державний університет, розташований в Призрені, Косово. Спочатку він був заснований в 1962 році як Вищий педагогічний інститут. Він був реорганізований в 2010 році під нинішньою назвою.

## Історія
Університет Призрена був утворений з Вищого педагогічного інституту, який почав свою роботу в 1962 році. Нинішня форма навчання в університеті почалася в 2010 році. Університет Призрена обслуговує Призренський округ і Республіку Косово. Викладачі університету часто підвищують свою кваліфікацію і якість свого викладання і для того, щоб зміцнити його порівнянність і статус з іншими установами в регіоні та Європі. Університет надає навчання в основному на албанському мові, а факультеті освіти також пропонуються боснійська і турецька мови.

## Структура
- Факультет економіки
  - Управління бізнесом
  - Міжнародний менеджмент
- Юридичний факультет
  - Юриспруденція
- Факультет комп'ютерних наук[3]
  - Розробка програмного забезпечення
  - Інформаційні технології
- Факультет освіти
  - Програма початкової школи
  - Програма дошкільної освіти
- Філологічний факультет[4]
  - Албанська мова та література
  - Англійська мова та література
  - Німецька мова та література
  - Турецька мова та література
- Факультет природничих та екологічних наук[5]
  - Агропромисловий комплекс
  - Лісове господарство та екологія